# پاین ریج (آلاباما)
پاین ریج (به انگلیسی: Pine Ridge) شهری در شهرستان دیکلب ایالت آلاباما است که مساحت آن ۳٫۳۶ کیلومتر مربع است و در سرشماری سال ۲۰۱۰ میلادی، ۲۸۲ نفر جمعیت داشته و تراکم جمعیتی آن، ۸۳٫۹۳ نفر در هر کیلومتر مربع بوده است.